# 辛格氏條鰍
辛格氏條鰍（學名：Nemacheilus singhi）為輻鰭魚綱鯉形目條鰍科條鰍屬的其中一種。被IUCN列為易危保育類動物，分布於亞洲印度那加蘭邦淡水流域，體長可達3.6公分，棲息在礫石底質的河川底層水域，生活習性不明。

## 扩展阅读
維基物種上的相關：辛格氏條鰍